# Acianthus oxyglossus
Acianthus oxyglossus är en orkidéart som beskrevs av Rudolf Schlechter. Acianthus oxyglossus ingår i släktet Acianthus och familjen orkidéer. Inga underarter finns listade i Catalogue of Life.